# Kittanning (township)
Kittanning  è una township degli Stati Uniti d'America, nella contea di Armstrong nello Stato della Pennsylvania. Secondo il censimento del 2000 la popolazione è di 2.359 abitanti.

## Società

### Evoluzione demografica
La composizione etnica vede una prevalenza di quella bianca (99,49%), seguita da quella afroamericana (0,08%), dati del 2000.
| township di Kittanning Popolazione |       |
| 2000                               | 2.359 |
| Stima al 01-07-07                  | 2.232 |